# Berchtold
Berchtold je priimek več oseb:    
- Franciscus von Berchtold, slovaški rimskokatoliški škof
- Joseph Berchtold, Reichsführer-SS
- Leopold Berchtold, avstro-ogrski politik in diplomat